# Vleugelstreepzaad

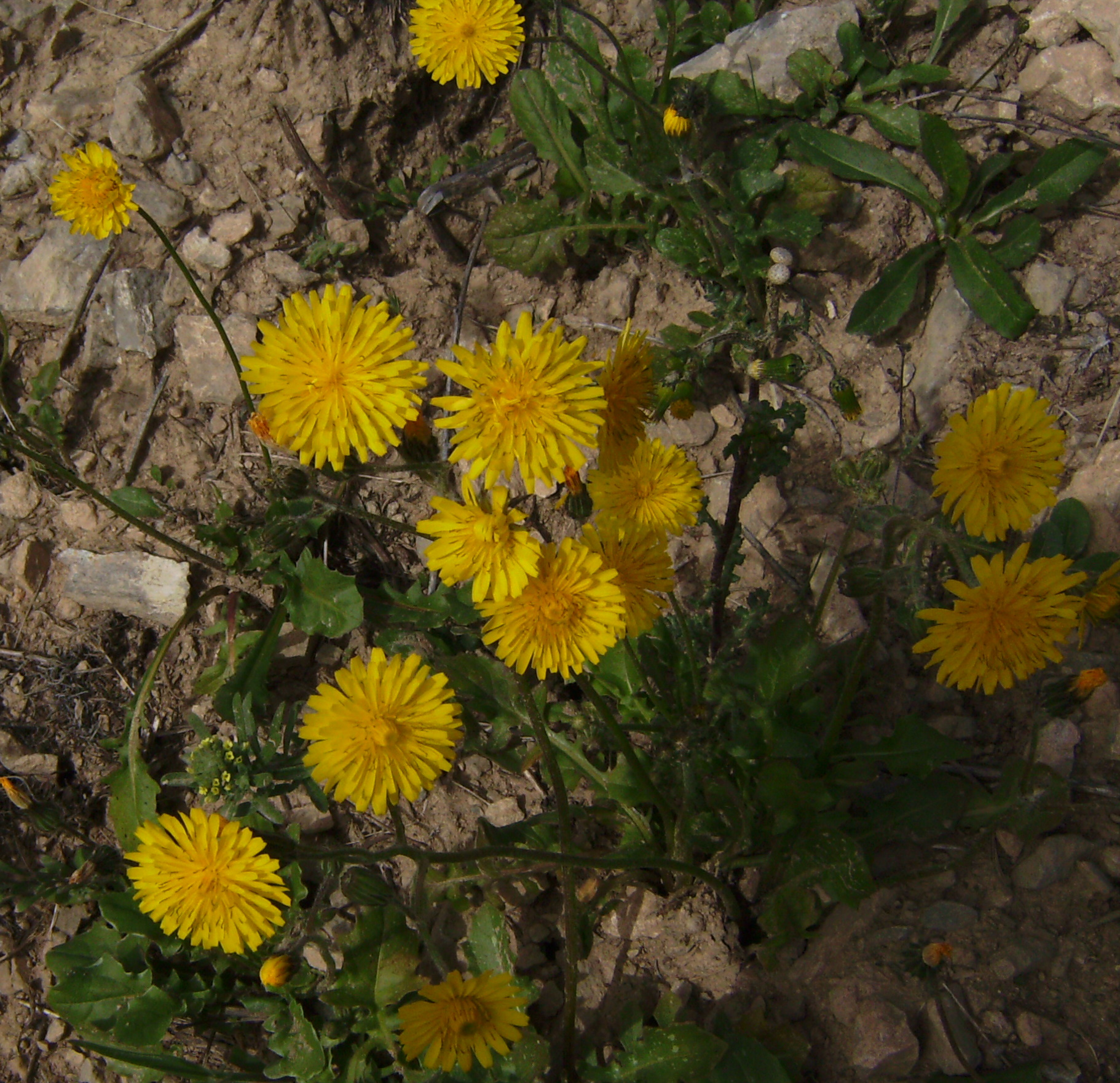

Vleugelstreepzaad (Crepis sancta) is een plant uit de composietenfamilie. Ze bloeit jaarlijks in april en mei.
Uit de bloemen ontstaan twee soorten vruchtjes: kleine, lichte vruchtjes met een pluisje, en grotere, zware vruchtjes zonder pluisje. In elk vruchtje zit een zaadje. Beide typen vruchtjes ontstaan uit eenzelfde bloem maar de verhouding wisselt van plant tot plant.
De soort is in België en Nederland zeer zeldzaam en niet ingeburgerd.